# Салторо-Кангри
Салторо-Кангри (7742 м) — наивысший пик хребта Салторо в Каракоруме. Довольно труднодоступная из-за продолжающегося политического кризиса в регионе гора. Салторо-Кангри — 31 по высоте вершина мира. Расположен в районе контролируемом Индией, юго-западнее Сиачена.

## Особенности
Салторо-Кангри возвышается над контролируемой Пакистаном долиной Кондус и рекой Салторо на западе. Военные практически полностью запретили доступ к горе.
На западе стоят пакистанские войска, на востоке — индийская армия.

## Восхождения
Гора открыта Воркманом в 1911 или 1912 году.
Первая попытка восхождения: 1935 британская экспедиция Дж. Валлера, они дошли до отметки 7468 по юго-восточной стороне.
Британский университет организовал экспедицию Эрика Шиптона, он подошёл к горе через Билафонд-Ла со стороны Пакистана, но покорять гору не решился. Индусы сочли экспедицию вражеским вторжением и начался Сиаченский конфликт.
В 1962 году гора была покорена, совместной японско-пакистанской экспедицией Т. Шидей. Эта экспедиция включала А. Сайто, Я. Такамура и пакистанского альпиниста Р. А. Башира. 24 июля они взошли на вершину, по юго-восточному склону.
На большинстве карт гора относится к пакистанской территории, хотя в настоящее время (2012 год) её контролирует Индия.
Гималайский журнал упоминает ещё одно восхождение 1981 года.